# Nahualá
Nahualá är en kommunhuvudort i Guatemala.   Den ligger i departementet Departamento de Sololá, i den sydvästra delen av landet, 90 km väster om huvudstaden Guatemala City. Nahualá ligger 2 522 meter över havet och antalet invånare är 27 690.
Terrängen runt Nahualá är huvudsakligen kuperad, men åt sydväst är den bergig. Runt Nahualá är det tätbefolkat, med 530 invånare per kvadratkilometer. Närmaste större samhälle är Totonicapán, 8,3 km nordväst om Nahualá. I omgivningarna runt Nahualá växer huvudsakligen savannskog.